# Ghiacciaio Coral Sea
Il ghiacciaio Coral Sea è un ghiacciaio lungo circa 24 km situato nella parte nord-occidentale della Dipendenza di Ross, nell'Antartide orientale. Il ghiacciaio Coral Sea, il cui punto più alto si trova a circa 2000 m s.l.m., si trova sulla costa di Borchgrevink, nella parte orientale dei monti della Vittoria, dove fluisce verso nord a partire dal versante settentrionale del monte Freeman, scorrendo tra la cresta Walker, a ovest, e la cresta Carter, a est, fino a unire il proprio flusso a quello del ghiacciaio Tucker.

## Storia
Il ghiacciaio Coral Sea è stato così battezzato dai membri della spedizione neozelandese di ricognizione geologica antartica svolta nel 1957-58, in onore della vittoria ottenuta dagli Stati Uniti d'America nella battaglia del Mar dei Coralli, combattuta dalla marina statunitense e da quella giapponese tra il 4 e l'8 maggio 1942.